# JR西日本273系電車
273系電車（273けいでんしゃ）は、西日本旅客鉄道（JR西日本）の直流特急形電車である。2023年（令和5年）10月に最初の編成が落成して以降順次試運転が行われ、2024年（令和6年）4月6日から「やくも」で運用されている。
「”特急やくも”のブランディング（273系電車と停車駅などトータルデザイン）」として、2024年（令和6年）度グッドデザイン賞「グッドデザイン・ベスト100」（鉄道・船舶・航空機）を受賞している。また、2025年（令和7年）には鉄道友の会よりブルーリボン賞を受賞した。

## 開発の背景
特急「やくも」に用いられる381系の置き換えを目的として導入された車両で、4両編成×11本の計44両が製造された。制御付自然振り子方式を採用した振り子式車両であり、JR西日本の振り子式電車としては、1996年（平成8年）に製造された283系以来約27年ぶりとなる新形式である。

## 構造

### 車体
基本構造は271系をベースとしており、これに曲線の多い区間を走行するための変更を加えている。全車両が近畿車輛で製造され、デザインは川西康之と近畿車輛デザイン室が監修している。
外装色は鬱金色・黄金色・赤銅色などを取り入れた「やくもブロンズ」を基調とし、大山の朝日や宍道湖の夕日といった沿線の風景を表現している。
ロゴマークは「やくも」の由来でもある枕詞「八雲立つ」からとったもので、381系時代のトレインマークの意匠を踏まえた雲のデザインとなっている。岡山駅・松江駅など同列車が経由する主要駅ホームには、このロゴマークをかたどった駅名標やベンチも設置された。

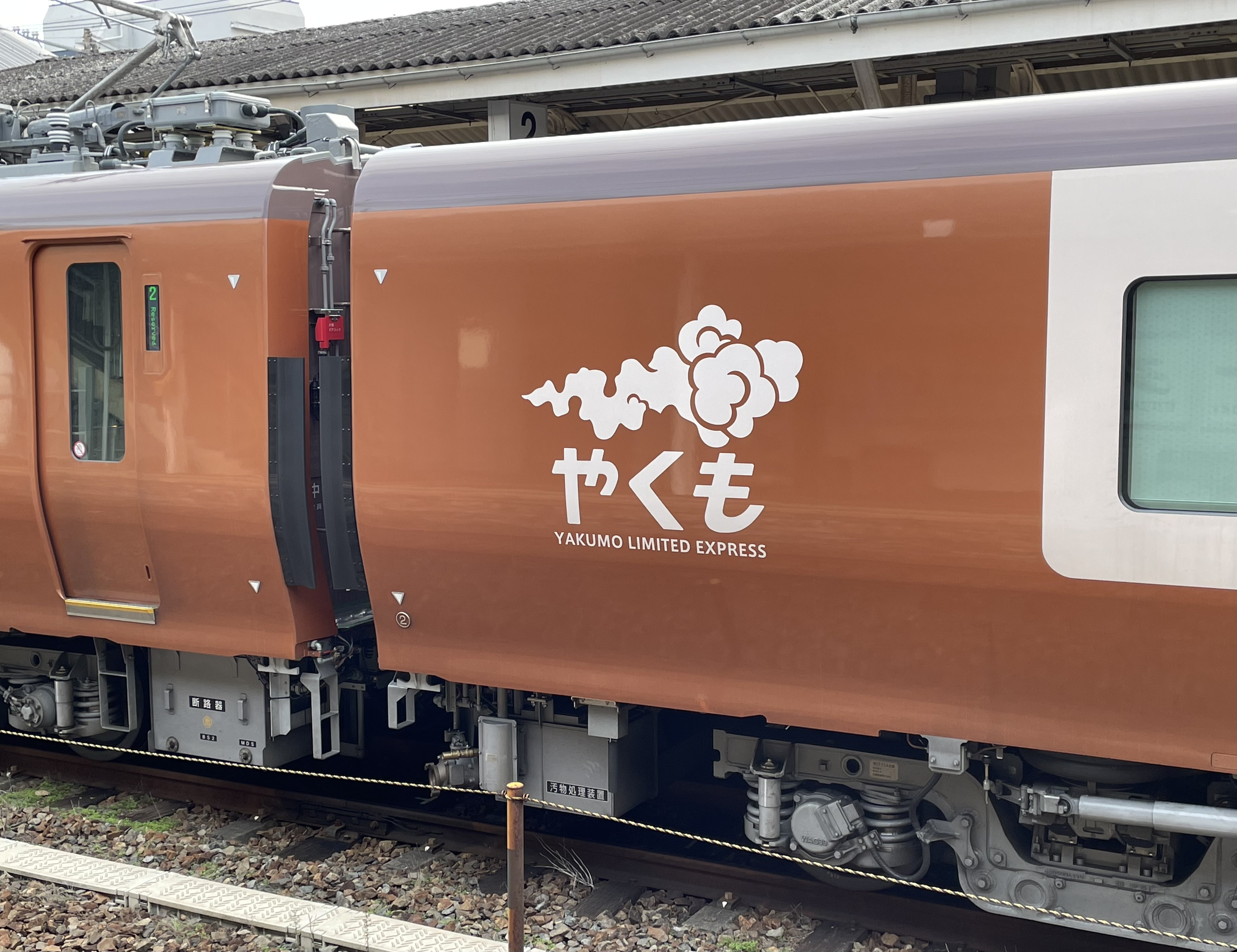
ロゴマーク

4両編成のみを導入することから分割・併合運用も考慮しており、前頭部には貫通扉が設けられている。ただし、Y7・Y9編成のクモロハと、Y8・Y10編成のクモハは非貫通となっている。客用扉は1・2号車が片側1か所、3・4号車が片側2か所である。

### 走行装置
271系と同様に片側の台車を動台車、もう片側の台車を従台車とした0.5M方式を採用しており、全車両が電動車である。
振り子装置はJR西日本・鉄道総合技術研究所・川崎車両が開発した「車上型」を採用している。これは車上のジャイロセンサーが現在位置を検出し、マップデータと照合して制御を行うもので、従来の地上子を使用した方式における誤差の問題を解消することで乗り物酔いを軽減している（乗り物酔い評価指標が381系比で最大23 ％改善）。また、キハ187系などの従来車では3段階だった制御装置の出力を本形式では無段階とし、細かな制御を可能としている。
なお、本形式の投入に先立って空気ばね式車体傾斜装置の搭載も検討され、本形式の発表以前となる2017年（平成29年）には「やくも」が走行する伯備線で四国旅客鉄道（JR四国）の8600系を使用した空気バネストローク式車体傾斜装置の試験を行っているが、同線では空気の消費量が多く、タンク容量に限界があることから採用を断念した経緯がある。

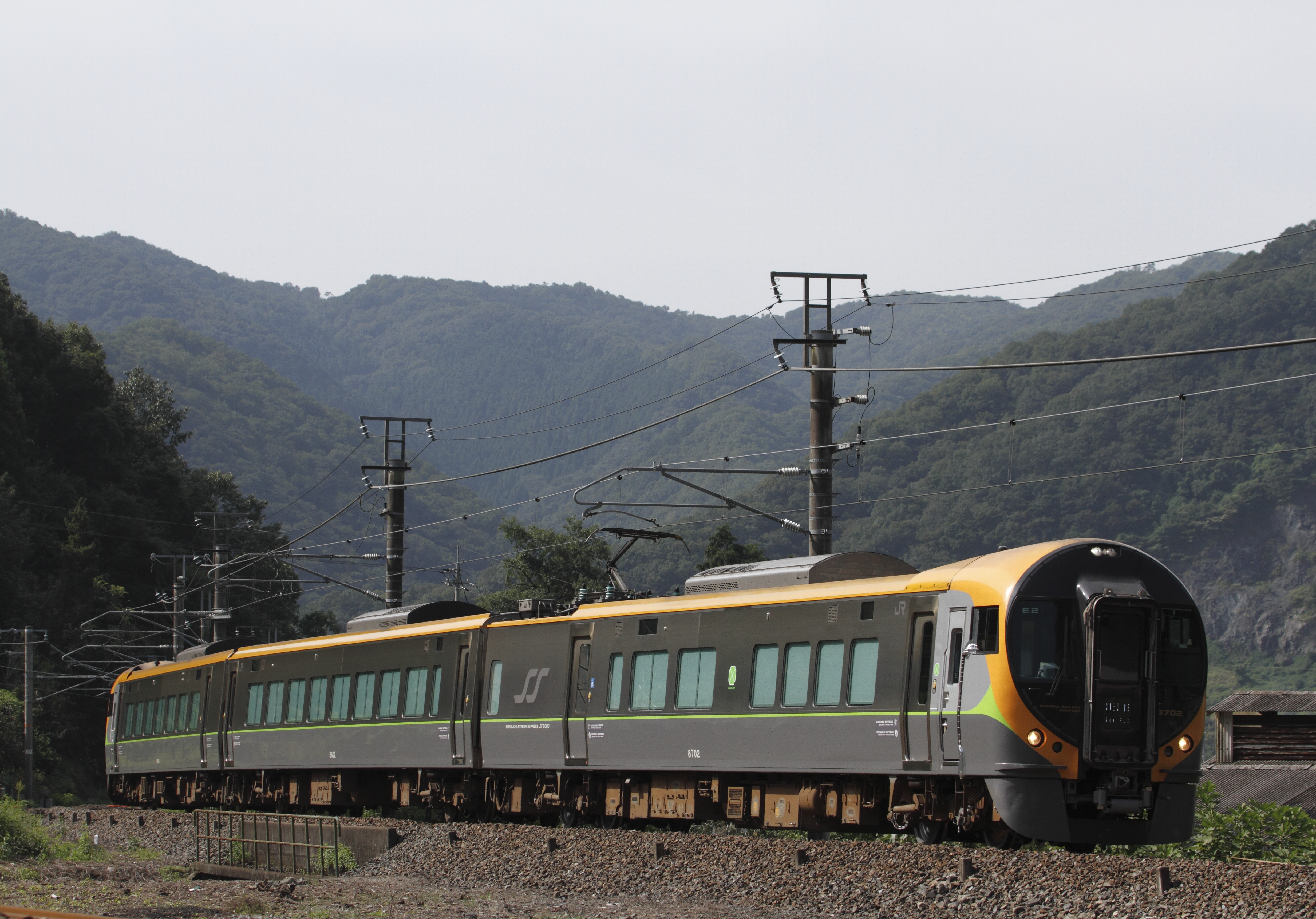
伯備線内で試運転を行う8600系 （2017年9月 美袋駅 - 備中広瀬駅間）

#### 主回路機器
制御装置はVVVFインバータによる1C2M制御の構成となっており、編成全車に制御装置を搭載することで床下ぎ装の共通化を実現している。近年の電車の制御装置の主流になりつつあるフルSiCスイッチング素子（日立製作所製）の機器を採用。フルSiC素子適用2レベル電圧型による3,300 V - 800 A仕様に対応したPWMインバータとなっている。補助電源装置は75 kV並列運転が可能な WPC19型 を採用する。

#### 主電動機
主電動機は日立製作所製の WMT110型 である。性能は287系などに搭載されている270 kWの高出力である WMT106型 から271系で採用された220 kW低出力タイプの主電動機に変更されている。このWMT110型電動機は全閉外扇式のPGセンサレスの三相かご型誘導電動機であり各性能は1,100 V/146 A/2,974 rpmとなっている。

### 車内
1号車は半室構造のグリーン車と普通車指定席のセミコンパートメント、2 - 4号車は全車普通車である。コンパートメント以外はいずれも枕付き回転リクライニングシートとし、座面が動くチルト機構をJR西日本の在来線特急形車両で初めて採用したほか、曲線の多い線形に対応するためバケット形状を改良した。また全席にコンセントを備える。
グリーン車の座席は1+2配列（1列のみ1人掛け側が荷物スペース）で、各座席にフットレストを装備する。モケットには、明るい黄色をベースに積石亀甲の模様を配している。
セミコンパートメントは簡単な仕切りとテーブル付きのボックスシートで、4人掛け・2人掛けを各2組設置している。座面はフルフラットとすることが可能で、座席間に荷物スペースがある。なお、4人掛けは3人以上での利用時、2人掛けは2人での利用時に限り発売される。
2 - 4号車の普通車は2+2配列を基本としつつ、グリーン車同様に各車両1列の片側を荷物スペースとし、3号車ではさらに2列分を1席のみとして3人分の車椅子スペースを設けている。セミコンパートメントを含む普通車のモケットは沿線の山々をイメージした青色が基調となり、神事に用いられる麻の葉模様を加えている。
トイレと洗面所は4号車を除く各車両にあり、3号車のものは多機能トイレとしている。また3号車にはフリースペース・ユーティリティスペース・多目的室も設置しており、ユーティリティスペースは荷物運送での利用も想定されている。全車に監視カメラを装備し、車内ではフリーWi-Fiのサービスが提供される。
車内チャイムには米子市・松江市出身のメンバーからなるバンド「Official髭男dism」の楽曲が採用されており、上り列車では『Pretender』、下り列車では『I LOVE...』が流れる。

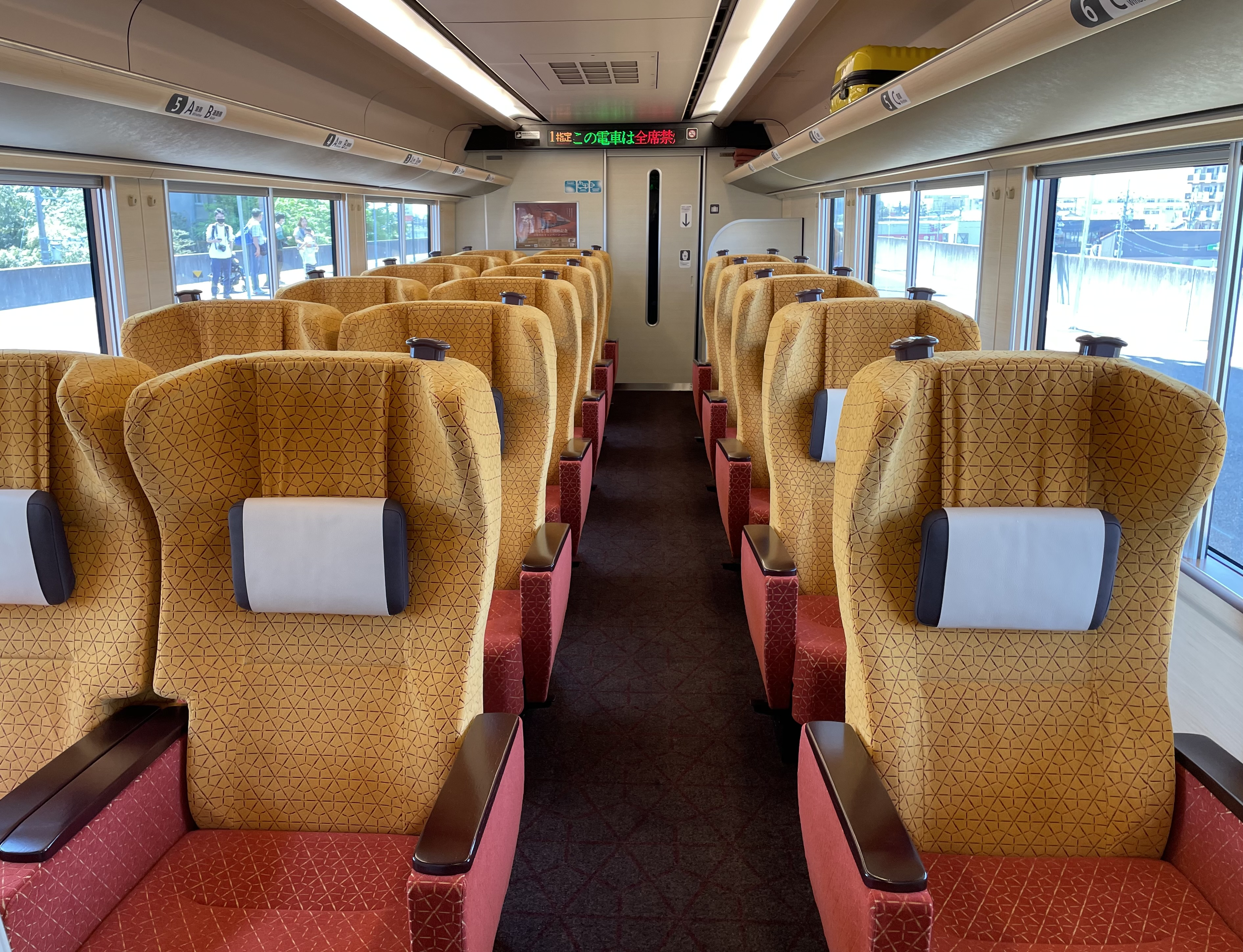
グリーン車
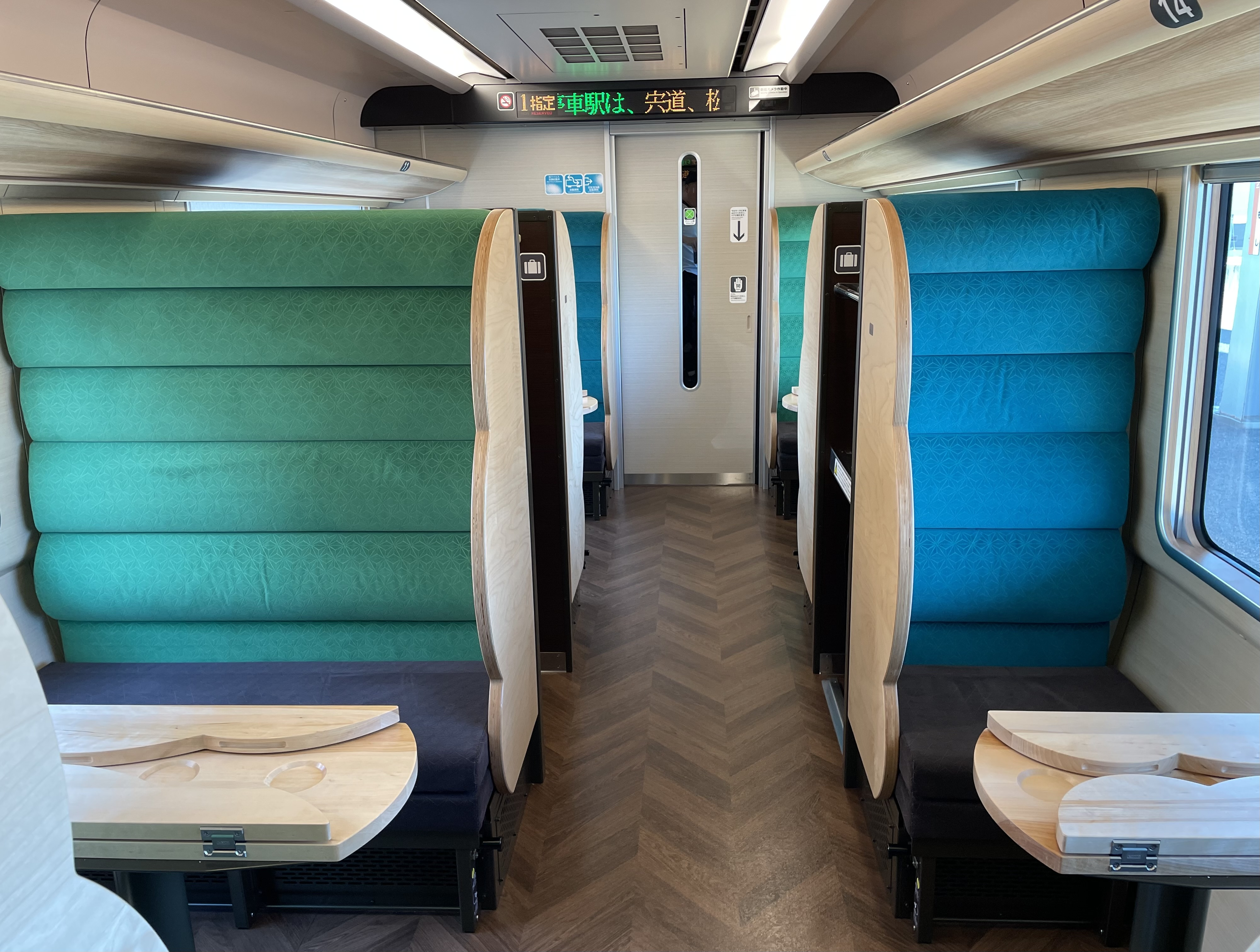
セミコンパートメント
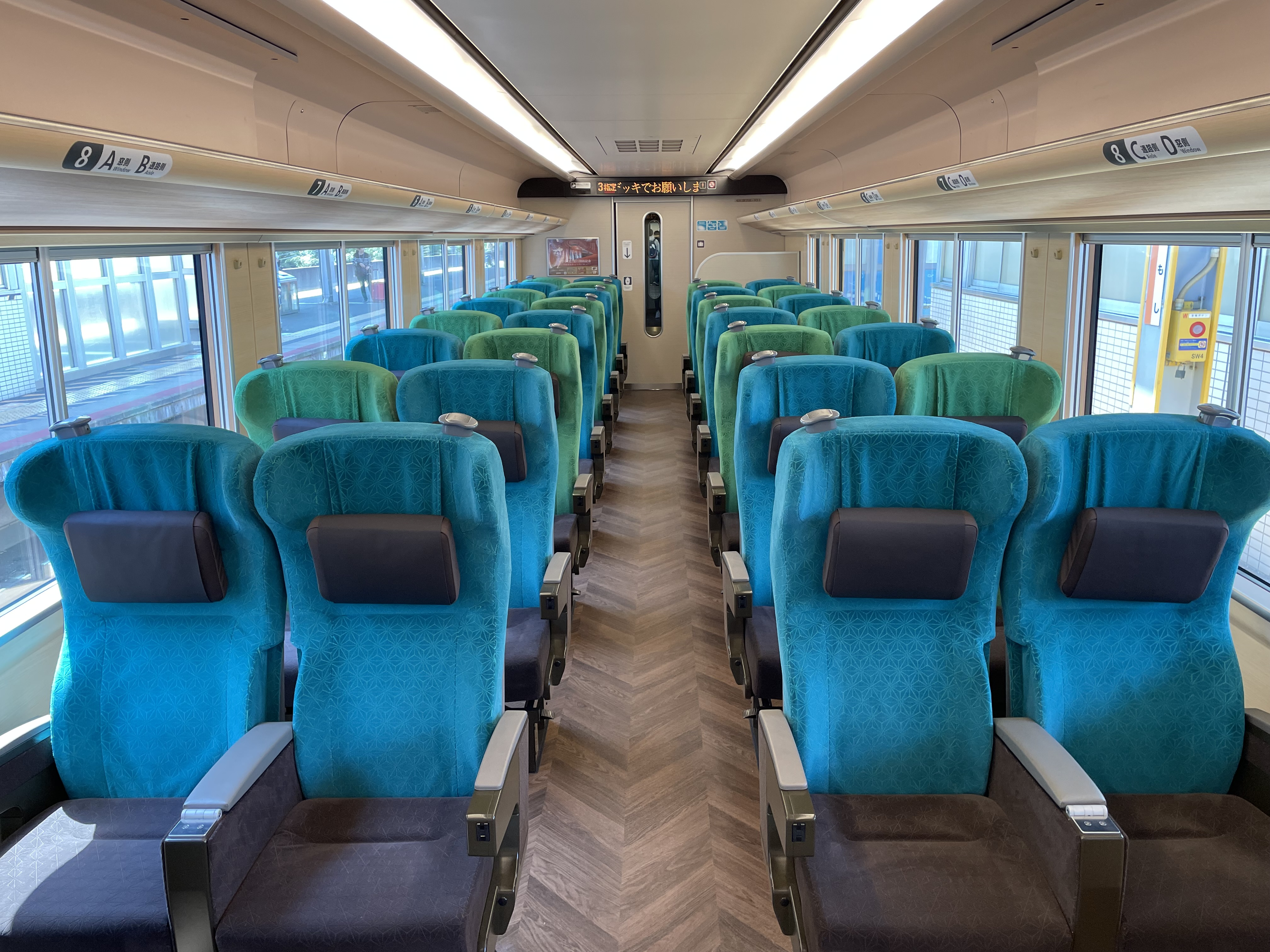
普通車
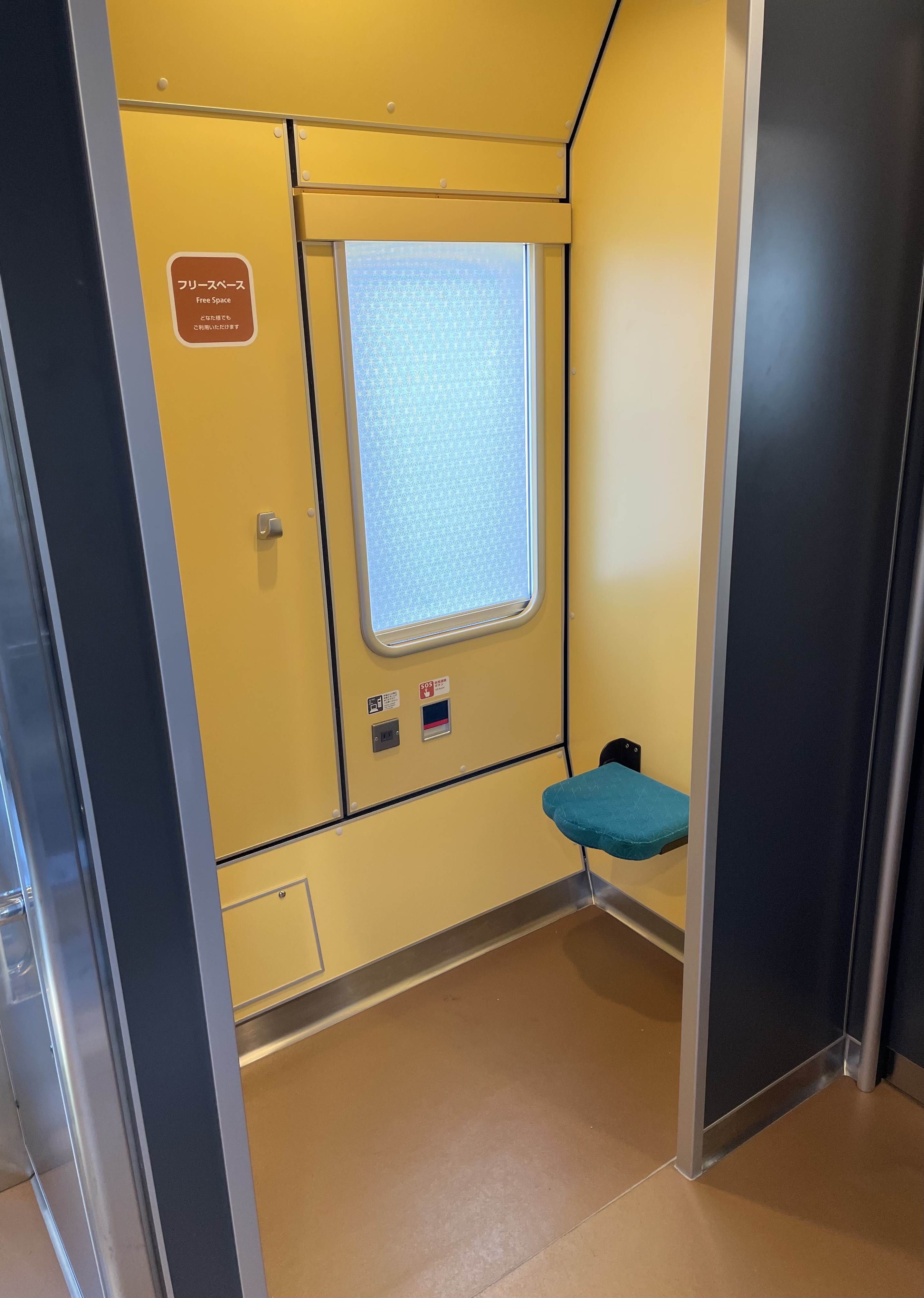
フリースペース

## 編成表
2024年（令和6年）10月1日現在、後藤総合車両所出雲支所に4両編成11本（Y1 ‐ Y11編成）が配置されている。
出雲市駅方先頭車を1号車とする4両編成で、先述の通り全車が電動車となっている。
| ← 岡山出雲市 → | ← 岡山出雲市 →             | ← 岡山出雲市 →        | ← 岡山出雲市 →             | ← 岡山出雲市 →           |
| -------------- | -------------------------- | --------------------- | -------------------------- | ------------------------ |
| 号車           | 4（8）                     | 3（7）                | 2（6）                     | 1（5）                   |
| 形式           | ＞ ＞ クモハ273 -#0 （Mc） | モハ272 -#100 （M'1） | ＜ ＞ モハ273 -#100 （M1） | クモロハ272 -#0 （M'sc） |
| 自重           | 43.4 t                     | 41.8 t                | 41.1 t                     | 44.3 t                   |
| 定員           | 50                         | 56                    | 58                         | 29                       |

### 車歴表
2024年（令和6年）10月1日現在
- 全車近畿車輛で製造

| ← 岡山出雲市 → | ← 岡山出雲市 → | ← 岡山出雲市 → | ← 岡山出雲市 → | ← 岡山出雲市 → | ← 岡山出雲市 → | ← 岡山出雲市 → |
| -------------- | -------------- | -------------- | -------------- | -------------- | -------------- | -------------- |
| 編成 番号      | クモハ 273     | モハ 272       | モハ 273       | クモロハ 272   | 落成日         | 備考           |
| Y1             | 1              | 101            | 101            | 1              | 2023/10/25     |                |
| Y2             | 2              | 102            | 102            | 2              | 2023/10/25     |                |
| Y3             | 3              | 103            | 103            | 3              | 2024/01/17     |                |
| Y4             | 4              | 104            | 104            | 4              | 2024/01/17     |                |
| Y5             | 5              | 105            | 105            | 5              | 2024/02/28     |                |
| Y6             | 6              | 106            | 106            | 6              | 2024/02/28     |                |
| Y7             | 7              | 107            | 107            | 7              | 2024/04/04     |                |
| Y8             | 8              | 108            | 108            | 8              | 2024/04/04     |                |
| Y9             | 9              | 109            | 109            | 9              | 2024/04/23     |                |
| Y10            | 10             | 110            | 110            | 10             | 2024/05/17     |                |
| Y11            | 11             | 111            | 111            | 11             | 2024/05/24     |                |

## 運用
2024年（令和6年）4月6日に特急「やくも」として15往復中6往復で営業運転を開始し、同年6月15日からは全ての定期列車が本形式による運転となった。

## 沿革
- 2020年（令和2年）
  - 10月30日：「JR西日本グループ中期経営計画2022」見直しの中で、特急「やくも」への新型車両投入の意向が示される[25]。

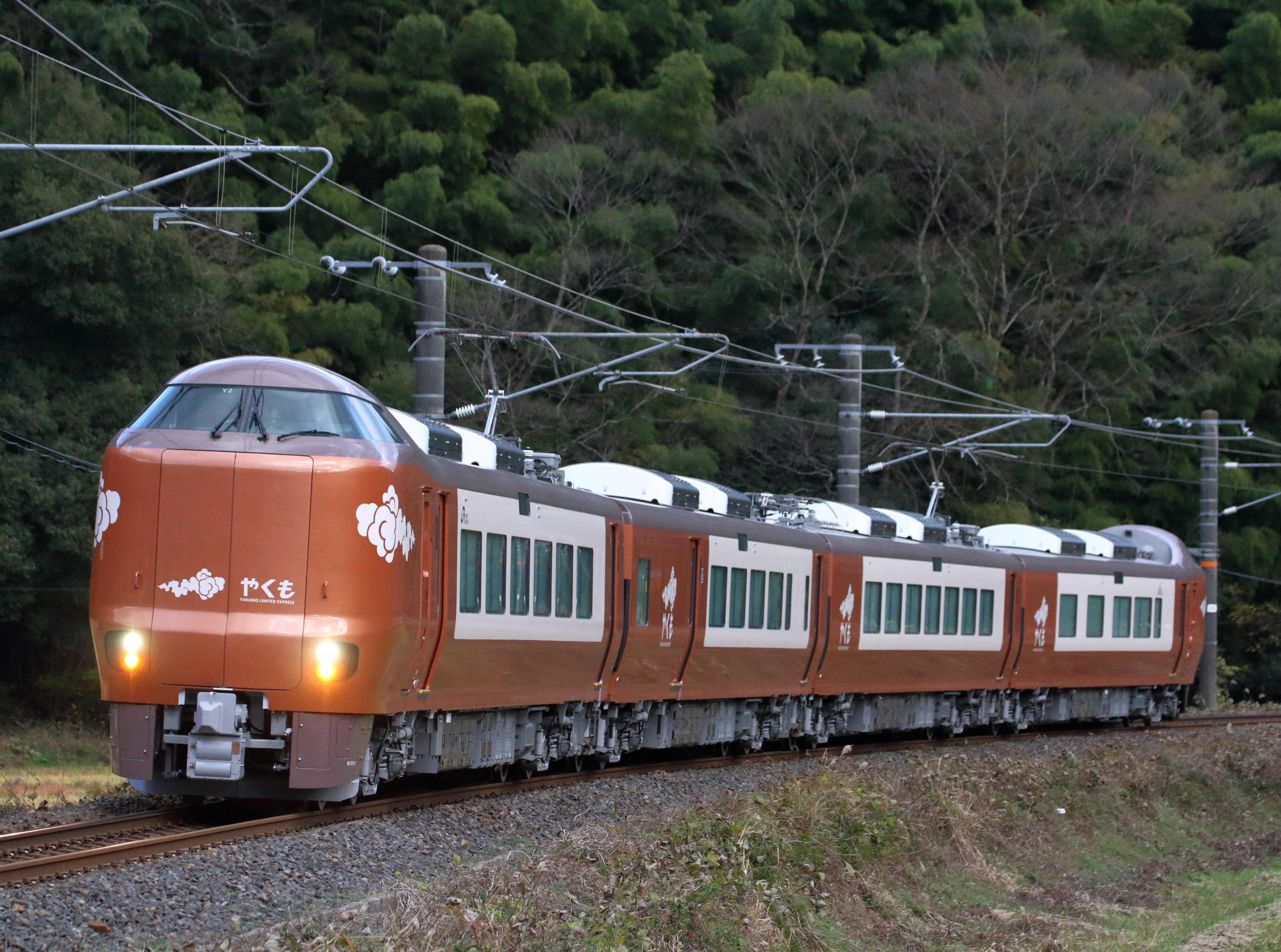
2022年（令和4年）
  - 2月16日：JR西日本の社長会見で、本系列の形式名が発表される。車体形状のイメージが示された一方、外装は黒塗りの状態となっていた[26]。
  - 10月20日：外装デザインを発表[12]。
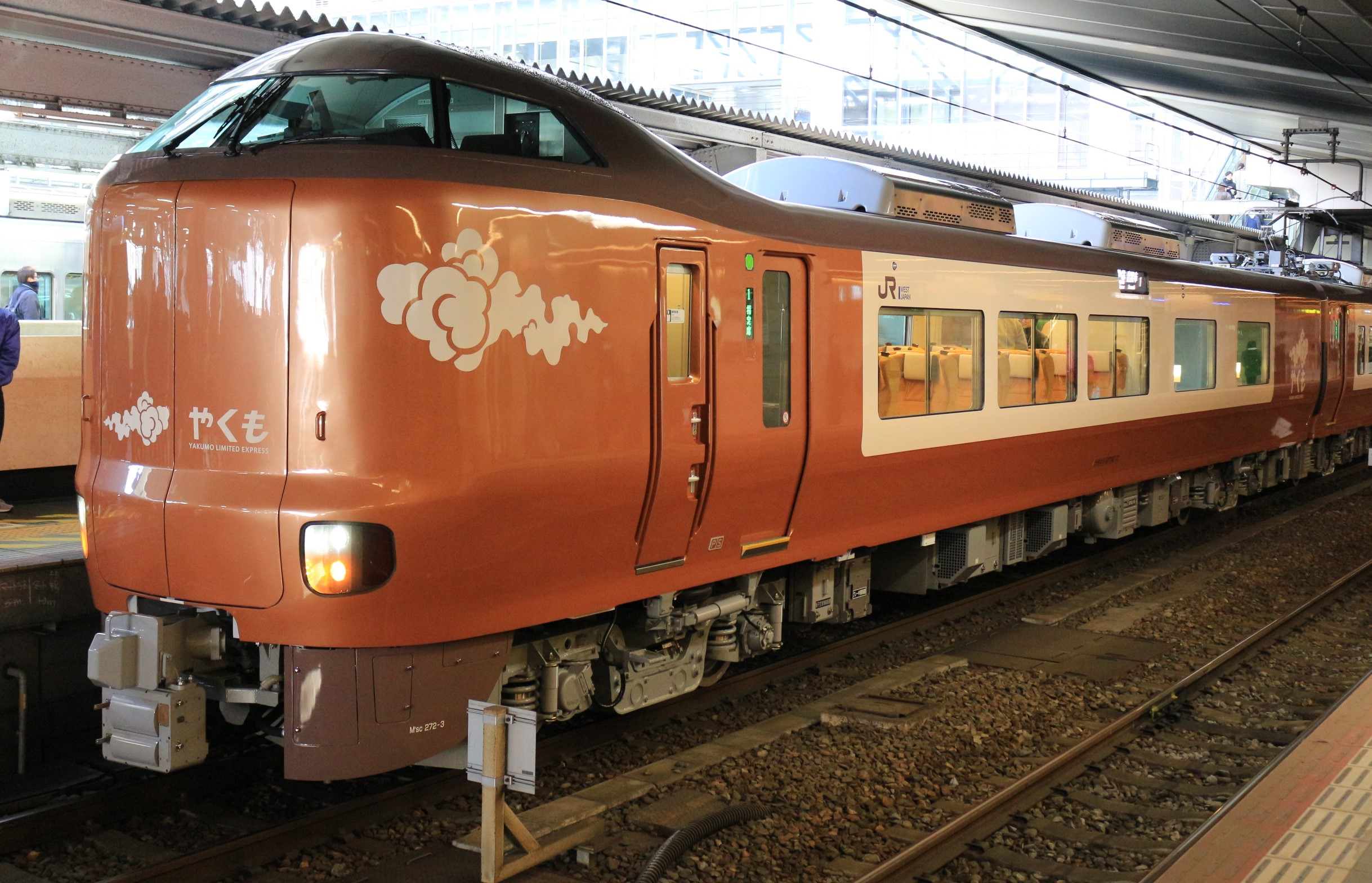
2023年（令和5年）
  - 10月17日：近畿車輛で報道公開[1]。
  - 10月25日：Y1・Y2編成が近畿車輛を出場し、試運転を開始[6]。
- 2024年（令和6年）
  - 2月10日・2月12日：大阪駅で見学会を実施[27]。
  - 3月23日：WESTER会員限定の試乗会が岡山駅 - 新見駅間・生山駅 - 出雲市駅間で実施[28]。
  - 4月6日：「やくも」での定期運用を開始[23]。
  - 6月15日：「やくも」の全定期列車が273系に統一[24]。
  - 10月16日：「”特急やくも”のブランディング（273系電車と停車駅などトータルデザイン）」として、グッドデザイン賞「グッドデザイン・ベスト100」を受賞[7][8]。
- 2025年（令和7年）5月22日：ブルーリボン賞を受賞[9][10]。

- 伯備線内で試運転を行っていたY2編成
（2023年12月 根雨駅 - 黒坂駅間）
- 大阪駅で展示されたY3編成
（2024年2月 大阪駅）